# Abell 1835 IR1916
Abell 1835 IR1916 (nota anche come Abell 1835) è un'ipotetica galassia, che era considerata una delle più distanti conosciute; si troverebbe dietro l'ammasso di galassie Abell 1835, nella costellazione della Vergine. Fu scoperta da astronomi svizzeri e francesi dell'European Southern Observatory, che usarono uno strumento nel vicino infrarosso nel Very Large Telescope per individuare la galassia; altri osservatori in seguito sfruttarono questa banda per ottenere delle immagini. La scoperta fu annunciata il 1º marzo del 2004.
L'analisi della banda J indicano che Abell 1835 IR1916 possiede un spostamento verso il rosso di z≈10,0, che indica che la galassia ci appare come doveva essere 13,2 miliardi di anni fa, solo 500 milioni di anni dopo il Big Bang, e molto vicino al primo fenomeno di formazione stellare dell'Universo. Questo valore implica una distanza comovente dalla Terra di circa 31 miliardi di anni luce.
Osservazioni con il telescopio spaziale Spitzer non hanno portato risultati e si pensa che in realtà l'osservazione precedente fosse frutto di un artefatto.